# Jesse McCartney
Jesse Abraham Arthur McCartney (Nova Iorque, Ardsley, 9 de Abril de 1987) é um cantor, ator, compositor e dublador norte-americano. Começou sua carreira cedo, aos sete anos, atuando em peças teatrais. Por volta dos 13 anos já tinha cantado e atuado na Broadway. Chegou à fama no final dos anos 90, no drama "All My Children" e também como membro da boy band Dream Street. Com o fim do grupo em 2001, iniciou uma carreira solo.

## Biografia

### 1998-2003: Início da carreira
Jesse McCartney começou a ficar conhecido no drama da ABC, "All My Children", com o personagem JR Chandler, na qual venceu alguns prêmios como o Young Artist Awards e foi indicado ao Daytime Emmy Awards. Em 1999 juntou-se à boy band norte-americana Dream Street, onde permaneceu até o fim do grupo em 2001, depois começou a trabalhar em uma carreira solo.
Em Julho de 2003 lançou o seu primeiro EP "JMac", que apresentava três músicas: "Beautiful Soul", "Because you Live" e "She's No You".

### 2004-2005: Beautiful Soul
O primeiro álbum solo de Jesse, Beautiful Soul, foi lançado a 28 de setembro de 2004. O álbum apresentou quatro canções co-escritas pelo cantor: "That Was Then", "Get Your Shine On", "What's Your Name", e "She's No You". O álbum estreou na 15ª posição da Billboard 200, e foi certificado com disco de platina pela RIAA por vendas superiores a 1.5 milhões de cópias em território americano. O álbum vendeu cerca de 2 milhões de cópias mundialmente. O primeiro single do álbum, de mesmo nome, alcançou a 16ª posição na Billboard Hot 100, e foi certificado com disco de ouro por mais de 500.000 cópias vendidas nos EUA, e na Austrália recebeu certificado de platina. O clipe foi indicado na categoria "Best Pop Video" no MTV Video Music Awards 2005.
O segundo single "She's No You", alcançou a 91ª posição na Hot 100. "Get Your Shine On" virou tema da animação do Disney Channel, Kim Possible - O Drama do Amor. A faixa bônus de algumas edições do álbum "The Best Day of My Life", entrou para a trilha sonora do filme A Nova Cinderela, lançado em 2004.
Ainda em 2004, Jesse entrou para o elenco da série Summerland, do canal The WB, fazendo o papel de Bradin Westerly, um adolescente problemático que perdeu os pais num acidente de carro, e com seus irmãos mais novos foi viver com a tia Ava. No mesmo ano, fez um dueto com a atriz Anne Hathaway, do clássico de Elton John "Don't Go Breaking My Heart", para a trilha sonora do filme Uma Garota Encantada.
Sua primeira turnê como artista principal, "Beautiful Soul Tour", começou em 2 de maio de 2005 no "Crest Theatre" em Sacramento, e terminou em 10 de setembro de 2005 na Feira do Condado de Madera. No outono de 2005, McCartney fez shows pela Austrália, e abriu para o grupo Backstreet Boys na Europa durante o verão de 2005.
Em 20 de setembro de 2005 foi lançado seu primeiro DVD "Jesse McCartney: Up Close", que trazia clipes, performances ao vivo e bastidores. Em 6 de dezembro do mesmo ano, foi lançado seu primeiro DVD ao vivo "Jesse McCartney: The Beautiful Soul Tour", que foi gravado durante uma apresentação em 9 de julho no "Great America", em Santa Clara.

### 2006-2007: Right Where You Want Me
O seu segundo álbum, Right Where You Want Me, foi lançado pela Hollywood Records, em 19 de setembro de 2006. O álbum alcançou a 14ª posição na Billboard 200, e foi certificado com ouro pela RIAA, por mais de 600.000 cópias vendidas nos Estados Unidos, também foi certificado com ouro na Itália e em Taiwan. O primeiro single do álbum, "Right Where You Want Me", foi lançado em 29 de agosto de 2006 e chegou na 33ª posição da Billboard Hot 100. Apesar de não ter lançado uma turnê completa do álbum, ele fez vários shows promocionais na Itália e nos Estados Unidos. O álbum ainda teve mais um single "Just So You Know" lançado em 7 de dezembro. A décima primeira canção, "Invincible", foi escrita por ele em memória de um dos seus amigos que morreu em 2003 em um acidente de carro.
Em 2007, Jesse co-escreveu a música de sucesso "Bleeding Love", com o vocalista da banda OneRepublic, Ryan Tedder, para a cantora inglesa Leona Lewis. A música foi indicada para "Gravação do Ano" no Grammy Awards 2009. McCartney gravou sua própria versão, que foi lançada em algumas edições de seu álbum "Departure".
No mesmo ano McCartney começou a dublar o personagem Theodore, da animação Alvin e os Esquilos, que se tornou um sucesso e teve várias continuações.

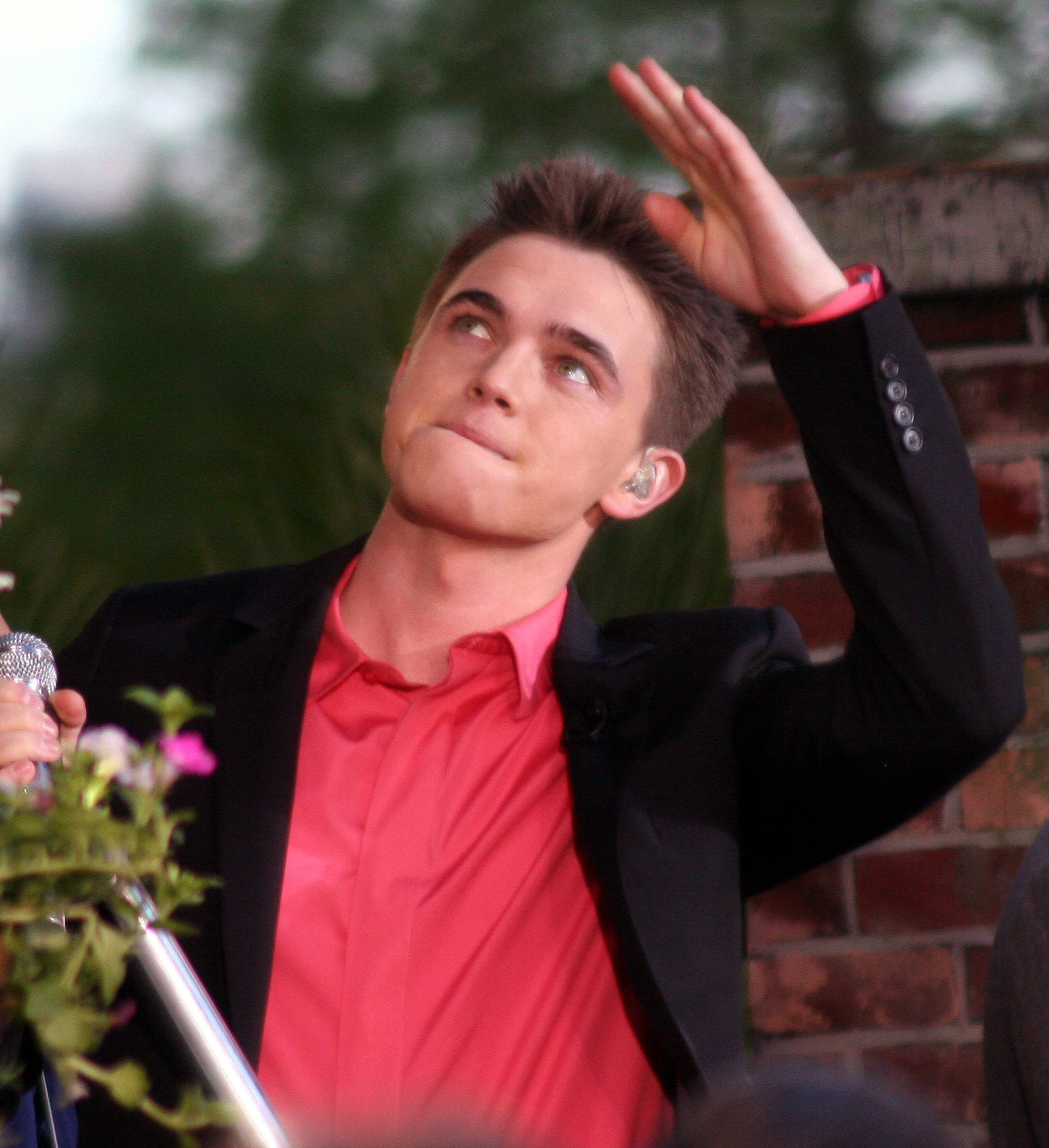
Jesse em 2009

### 2008-2009: Departure e cinema
Após um ano e meio, foi confirmado por sua gravadora que McCartney tinha acabado de gravar o seu terceiro álbum Departure. O primeiro single chamado "Leavin'", foi lançado em março de 2008, e alcançou a 10ª posição na Billboard Hot 100, dando a McCartney seu melhor desempenho na parada até o momento. O single foi certificado com disco de platina pela RIAA, vendendo mais de dois milhões de downloads no iTunes. O álbum foi lançado em 20 de Maio de 2008 nos Estados Unidos e no Canadá, e alcançou o número 14 na Billboard 200. O segundo single "It's Over" foi lançado em 26 de agosto de 2008, e alcançou a 62ª posição no Hot 100. McCartney promoveu "Departure" com uma tour, em parceria com a cantora Jordin Sparks, que começou em agosto e terminou em setembro de 2008.
Ainda em 2008, McCartney fez sua estréia no cinema com o drama adolescente, Keith, também emprestou sua voz ao personagem Terence, na animação da Disney, Tinker Bell.
Em 7 de abril de 2009 aconteceu o relançamento de seu último álbum, "Departure: Recharged", trazia quatro músicas novas: "Body Language", "Oxygen", "Crash & Burn" e "In My Veins". O relançamento também trouxe um remix de "How Do You Sleep?" com o rapper Ludacris, esse se tornou o terceiro single do álbum, alcançando o 26º lugar no Hot 100. O quarto e último single também foi lançado a partir do relançamento, e foi uma nova versão de "Body Language" com o rapper T-Pain. O single atingiu o número 35 no Hot 100. Ainda em 2009, retorna a televisão na série Greek, com participação em cinco episódios.

### 2010-2016: In Technicolor
O quarto álbum de Jesse foi anunciado, com o título de "Have It All", para 28 de dezembro de 2010, e chegou a ter um single divulgado, "Shake", que alcançou a 55ª posição na Billboard Hot 100. Porém, depois de vários adiamentos, o álbum foi cancelado pela gravadora.
Em junho de 2011, McCartney lança sua fragrância chamada "Wanted By Jesse".
Em 13 de maio 2013, foi confirmado no programa On Air com Ryan Seacrest que McCartney se juntaria ao grupo Backstreet Boys e ao DJ Pauly D na nova turnê da boy band "In a World Like This", que iniciou em 2 de agosto de 2013. Em 13 de agosto, o cantor lançou "Back Together" o primeiro single de seu quarto álbum de estúdio, que seria lançado em seu novo selo independente, "Eight0Eight Records". Ele apresentou a música ao vivo no programa Today em 15 de agosto de 2013. Em 10 de dezembro de 2013, McCartney lançou um EP de quatro músicas intitulado "In Technicolor, Part 1". Em 6 de maio de 2014, lançou um novo single intitulado "Superbad" junto com o videoclipe.
Em 22 de julho de 2014 foi lançado seu quarto álbum de estúdio "In Technicolor", que estreou na 35ª posição da Billboard 200 e em 7º lugar na parada "Independent Albums", vendendo 7.846 cópias em sua primeira semana. Ainda em 2014, participou de 3 episódios da série, Young & Hungry, como Cooper Finley, interesse amoroso de Gabi, papel de Emily Osment, o personagem retornou em 2015 para mais episódios, durante a 2ª temporada.
Em 2016, McCartney participou da série Fear the Walking Dead, como "Reed", um membro agressivo de um grupo de piratas.

### 2018-presente: Próximo álbum
Em 23 de março de 2018, McCartney anunciou o lançamento de seu novo single "Better With You", que será o primeiro single de seu próximo álbum estúdio, ainda sem nome.

## Discografia

### Álbuns de estúdio
- Beautiful Soul (2004)
- Right Where You Want Me (2006)
- Departure (2008)
- In Technicolor (2014)[18]

### Extended plays (EPs)
- JMac (2003)[19]
- Off the Record (2005)[20]
- Leavin' (Remixed) (2008)[21]
- In Technicolor, Pt. I (2013)[22]

### DVD's
- Jesse McCartney: Up Close (2005)[23]
- Jesse McCartney Live: The Beautiful Soul Tour (2005)[24]

## Filmes
| Ano  | Título                                 | Personagem        | Nota                |
| ---- | -------------------------------------- | ----------------- | ------------------- |
| 2001 | Os Piratas do Central Park             | Simon Baskin      |                     |
| 2002 | The Biggest Fan                        | Ele mesmo         |                     |
| 2005 | Pizza                                  | Justin Bridges    |                     |
| 2007 | Alvin e os Esquilos                    | Theodore Seville  | Voz                 |
| 2008 | Horton e o Mundo dos Quem!             | JoJo              | Voz                 |
| 2008 | 3 Porquinhos e um Bebê                 | Lucky             | Voz                 |
| 2008 | Keith                                  | Keith Zetterstrom |                     |
| 2008 | Tinker Bell                            | Terence           | Voz                 |
| 2009 | Tinker Bell e o Tesouro Perdido        | Terence           | Voz                 |
| 2009 | Alvin e os Esquilos 2                  | Theodore Seville  | Voz                 |
| 2010 | Jornal dos Predadores                  | Gavin Reilly      |                     |
| 2010 | Tinker Bell e o Resgate da Fada        | Terence           | Voz                 |
| 2011 | Tinker Bell and the Pixie Hollow Games | Terence           | Voz                 |
| 2011 | Alvin e os Esquilos 3                  | Theodore Seville  | Voz                 |
| 2012 | Tinker Bell - O Segredo das Fadas      | Terence           | Voz                 |
| 2012 | Chernobyl Diaries                      | Chris             |                     |
| 2013 | Wings                                  | Cyclone           | Voz                 |
| 2014 | Tinker Bell: Fadas e Piratas           | Terence           | Voz                 |
| 2014 | A Lady e o Lobo 3                      | Fleet             | Voz                 |
| 2014 | The Clockwork Girl                     | Huxley            | Voz                 |
| 2014 | Wings: Sky Force Heroes                | T-Bone            | Voz                 |
| 2014 | Entre a Religião e o Amor              | Josh              | Telefilme, Lifetime |
| 2015 | Campus Code                            | Ari               |                     |
| 2015 | 88                                     | Winks             |                     |
| 2015 | Alvin e os Esquilos: Na Estrada        | Theodore Seville  | Voz                 |
| 2015 | A Lady e o Lobo 5: Ferias em Família   | Fleet             | Voz                 |
| 2020 | Love, Weddings & Other Disasters       | Lenny             |                     |

## Televisão
| Ano       | Título                             | Personagem                     | Nota                                         |
| --------- | ---------------------------------- | ------------------------------ | -------------------------------------------- |
| 1998-2001 | All My Children                    | JR Chandler                    |                                              |
| 2000      | Law & Order                        | Danny Driscoll                 | Episódio: "Thin Ice"                         |
| 2002      | The Strange Legacy of Cameron Cruz | Cameron Cruz                   | Episódio Piloto                              |
| 2004      | Coisas que Eu Odeio em Você        | Ele Mesmo                      | Episódio: "The Not-So Simple Life"           |
| 2004      | Summerland                         | Bradin Westerly                | 26 episódios                                 |
| 2005      | Zack & Cody: Gêmeos em Ação        | Ele Mesmo                      | Episódio: "Rock Star in the House"           |
| 2005      | Punk'd                             | Ele Mesmo                      | 2 episódios                                  |
| 2006      | Celebrity Duets                    | Ele Mesmo                      | Apresentação Musical                         |
| 2006      | All My Children                    | Ele Mesmo                      | Apresentação Musical                         |
| 2007      | Hannah Montana                     | Ele Mesmo                      | Episódio: "Wish Gone Amiss Weekend"          |
| 2008      | Law & Order: Special Victims Unit  | Max Matarazzo                  | Episódio: "Babes"                            |
| 2008      | Extreme Makeover: Home Edition     | Ele Mesmo                      | Episódio: "The Gilyeat Family"               |
| 2009      | Greek                              | Andy                           | 6 episódios, 2ª Temporada                    |
| 2010      | Young Justice                      | Dick Grayson (Robin/Nightwing) | 38 episódios, 2010-2013, 2018                |
| 2012      | CSI: Crime Scene Investigation     | Wes Clyborn                    | Episódio: "Seeing Red"                       |
| 2013      | Ben and Kate                       | Rapaz da Faculdade             | Episódio: "Ethics 101"                       |
| 2013      | Army Wives                         | Tim Truman                     | 10 episódios, 7ª Temporada                   |
| 2014-2015 | Young & Hungry                     | Cooper Finley                  | 7 episódios, 1ª e 2ª temporada               |
| 2016      | Fear The Walking Dead              | Reed                           | Episódios: "Blood in the Streets", "Captive" |
| 2016      | Major Crimes                       | Tucker                         | Episódio: "Present Tense"                    |

## Videografia
| Ano  | Música                                                 | Diretor(a)        |
| ---- | ------------------------------------------------------ | ----------------- |
| 2004 | "Beautiful Soul"                                       | Marc Webb         |
| 2005 | "She's No You"                                         | Sanji             |
| 2005 | "Get Your Shine On" Contém cenas de Kim Possible Movie |                   |
| 2005 | "Good Life"                                            |                   |
| 2005 | "Because You Live"                                     | Philip Andelman   |
| 2006 | "Right Where You Want Me"                              | Big TV!           |
| 2006 | "Just So You Know"                                     | Declan Whitebloom |
| 2006 | "Just Go" (live in Taiwan)                             |                   |
| 2008 | "Leavin'"                                              | Sanji             |
| 2008 | "It's Over"                                            | Rich Lee          |
| 2009 | "How Do You Sleep?" (feat. Ludacris)                   | Rich Lee          |
| 2009 | "Body Language" (feat. T-Pain)                         | Will Knapp        |
| 2010 | "Shake"                                                | Toben Seymour     |
| 2014 | "Superbad"                                             |                   |
| 2014 | "Punch Drunk Recreation                                |                   |
| 2018 | "Better With You"                                      | Jo Roy            |

## Vídeo games
| Ano  | Título                                       | Personagem             |
| ---- | -------------------------------------------- | ---------------------- |
| 2006 | Kingdom Hearts II                            | Roxas/Ventus           |
| 2007 | Kingdom Hearts II: Final Mix+                | Roxas/Ventus           |
| 2008 | The Hardy Boys: The Hidden Theft             | Frank Hardy            |
| 2009 | Kingdom Hearts 358/2 Days                    | Roxas/Ventus           |
| 2010 | Kingdom Hearts Birth By Sleep                | Roxas/Ventus           |
| 2011 | Kingdom Hearts Re:coded                      | Data-Roxas             |
| 2012 | Kingdom Hearts 3D: Dream Drop Distance       | Ventus/Roxas           |
| 2013 | Young Justice: Legacy                        | Dick Grayson/Nightwing |
| 2013 | Kingdom Hearts HD 1.5 Remix - 2.5 Remix      | Roxas                  |
| 2017 | Kingdom Hearts HD 2.8 Final Chapter Prologue | Roxas/Ventus           |
| 2019 | Kingdom Hearts III                           | Roxas/Ventus           |

## Prêmios e indicações
| Ano  | Premiação                       | Indicação                                                      | Trabalho              | Resultado |
| ---- | ------------------------------- | -------------------------------------------------------------- | --------------------- | --------- |
| 2000 | Young Artist Awards             | Best Performance in a Soap Opera - Young Actor                 | All My Children       | Indicado  |
| 2001 | Daytime Emmy Awards             | Outstanding Younger Actor in a Drama Series                    | All My Children       | Indicado  |
| 2001 | Young Artist Awards             | Best Performance in a Daytime TV Series - Young Actor          | All My Children       | Venceu    |
| 2001 | Soap Opera Digest Awards        | Outstanding Child Actor                                        | All My Children       | Indicado  |
| 2002 | Daytime Emmy Awards             | Outstanding Younger Actor in a Drama Series                    | All My Children       | Indicado  |
| 2002 | Young Artist Awards             | Best Performance in a TV Drama Series - Supporting Young Actor | All My Children       | Venceu    |
| 2005 | MTV Video Music Award           | Best Pop Video                                                 | Beautiful Soul        | Indicado  |
| 2005 | American Music Awards           | Favorite Breakthrough New Artist                               | Ele mesmo             | Indicado  |
| 2005 | Radio Disney Music Awards       | Best Male Singer                                               | Ele mesmo             | Venceu    |
| 2005 | Young Artist Awards             | Best Performance in a TV Series (Comedy or Drama)              | Summerland            | Indicado  |
| 2005 | Teen Choice Awards              | Choice TV Actor: Drama                                         | Summerland            | Indicado  |
| 2005 | Teen Choice Awards              | Choice Crossover Artist                                        | Ele mesmo             | Venceu    |
| 2005 | Teen Choice Awards              | Choice Music, Male Artist                                      | Ele mesmo             | Venceu    |
| 2005 | Teen Choice Awards              | Choice Music Breakout, Male                                    | Ele mesmo             | Venceu    |
| 2006 | Nickelodeon Kids' Choice Awards | Favorite Male Singer                                           | Ele mesmo             | Venceu    |
| 2006 | Radio Disney Music Awards       | Best Male Singer                                               | Ele mesmo             | Venceu    |
| 2007 | Nickelodeon Kids' Choice Awards | Favorite Male Singer                                           | Ele mesmo             | Indicado  |
| 2008 | Teen Choice Awards              | Choice Music: Male Artist                                      | Ele mesmo             | Indicado  |
| 2009 | Nickelodeon Kids' Choice Awards | Favorite Male Singer                                           | Ele mesmo             | Venceu    |
| 2009 | Teen Choice Awards              | Choice Music: Love Song                                        | How Do You Sleep?     | Indicado  |
| 2012 | Teen Choice Awards              | Choice Movie Voice                                             | Alvin e os Esquilos 3 | Indicado  |